# Thainycteris torquatus
Thainycteris torquatus (syn. Thainycteris torquata) — вид ссавців родини лиликових.

## Опис
Шерсть довга. Загальний колір тіла чорний; кінчики волосся на спинних частинах тіла бронзові, на черевних — сріблясті. Широка смуга яскраво-вохрового волосся проходить під підборіддям через горло. Морда коротка і широка. Вуха чорні, широкі, трикутної форми, з закругленими кінчиками. Довгий хвіст повністю включений у хвостову мембрану. Череп масивний.

## Проживання, поведінка
Цей вид є ендеміком Тайваню. Типова місцевість знаходиться на 1800 м над рівнем моря. Зразки були отримані з лісів у гірських районах.